# Santa Ana (Ekwador)
Santa Ana – miasto w zachodnim Ekwadorze, w prowincji Manabí. Stolica kantonu Santa Ana.